# Тсуґа канадська (пам'ятка природи)
Тсу́ґа кана́дська — ботанічна пам'ятка природи місцевого значення в Україні. Розташована в межах міста Львова, на вулиці Мушака, 54 (територія 4-ї міської лікарні). 
Площа 0,05 га. Статус надано 1984 року. Перебуває у віданні 4-ї міської клінічної комунальної лікарні. 
Статус надано з метою збереження одного екземпляра тсуґи канадської (Tsuga canadensis), ендеміка Північної Америки. 